# Lobos de la BUAP
El Club de Fútbol Lobos de la Benemérita Universidad Autónoma de Puebla, también conocido como los Lobos de la BUAP, es un club de fútbol profesional del estado de Puebla, que forma parte de la Primera División de México . Fue fundado el 28 de mayo de 1967, siendo uno de los equipos que inauguró la Tercera División en la temporada 1967-1968.

## Historia
Si bien durante la década de los años 1930 el fútbol poblano contó con un equipo llamado "Preparatoria" conformado exclusivamente por estudiantes, no fue sino hasta 1967 cuando la Federación Mexicana de Fútbol aceptó a un equipo de la Universidad Autónoma de Puebla en la Tercera División de México; este equipo fue uno de los 16 fundadores de la Tercera División (en nivel de categoría profesional sería lo que ahora es la Segunda División de México), “primera época 1967-1971". Para 1969, la directiva encabezada por Rafael Moreno Valle se muda al equipo vecino de la ciudad, el Puebla FC, dejando al equipo universitario en manos del Departamento de Educación Física de la máxima casa de estudios de Puebla. Desgraciadamente, el equipo no pudo ser sostenido económicamente y finalmente desapareció.
Oficialmente, el equipo se llamaba UAP FC y su primer nombre fue el de Carolinos de la UAP (el carolino es el edificio donde en la década de los años 1960 se concentraba la mayoría de estudiantes de la universidad, ahora este edificio es la rectoría de la máxima casa de estudios de Puebla).

### El Inicio de Carolinos a Lobos de la BUAP
El 28 de mayo de 1967 se fundó con un patronato de la Universidad Autónoma de Puebla. En unas semanas la prensa de la ciudad llamó "Carolinos" al joven equipo, el cual fue el primer club profesional de México que no cobraba, fue el último equipo que jugó por amor a la camiseta. El primer partido del club fue contra Aguascalientes en tierras hidrocálidas y el marcador fue 0-0. La siguiente semana hizo su aparición de local en el estadio Ignacio Zaragoza ganando 1-0 al club Chalco. El primer gol de la franquicia fue obra de Juan Fernando Álvarez "El Changuita". Por su buena participación en el torneo en 1968 la base del equipo se fue con el otro club de Puebla, siendo Gervasio Quiroz el que brilló más pues en 1970 fue el jugador que con su gol le dio el ascenso al Puebla FC a la Primera División de México. El 19 de enero de 1969 fue la primera vez que jugó en el recién inaugurado Estadio Cuauhtémoc imponiéndose 2-1 al Club Iguala. El 21 de septiembre de 1969 el club realizó su máxima goliza al imponerse 8-2 al Aguascalientes en el Estadio Cuauhtémoc. El 27 de mayo de 1970 jugó su primer partido internacional perdiendo 0-2 con la selección nacional de Bélgica. El 30 de mayo de 1971 fue su última aparición profesional en el torneo de liga al perder en Ciudad Sahagún 3-0, y el 22 de agosto de 1971 jugó su último partido oficial en la Copa México de tercera al perder 1-0 con el Real España de Veracruz. Cabe mencionar que en 1969 jugaron un torneo amistoso llamado "Ciudades Hermanas" el Puebla, el Pachuca la UAEH y la UAP siendo campeones los equipos poblanos con los marcadores Pachuca 0-0 Puebla y UAP 1-0 UAEH. Este fue el primer título de este club.
El regreso de los Lobos de la BUAP fue el 2 de julio de 1996 cuando se retomó la idea de un club de fútbol universitario, durante la rectoría de José Doger Corte. Es entonces cuando nace el nombre de "Lobos de la BUAP". Este nacimiento se gesta a través de la presentación de un proyecto deportivo que realiza el empresario Eduardo Rivera Hernández y el exjugador del Puebla René Paul Moreno, son ellos quienes presentan esta idea y la rectoría autoriza que se compre una franquicia de 2.ª división por conducto de 2 empresarios más que se agregan al proyecto. La idea del rector, era que desde un inicio se tuviera un esquema de operación y administración similar al de los Pumas de la UNAM, de tal manera que invitó a los hermanos Pedro y Adolfo Ayala a unirse al proyecto nombrando a Adolfo Ayala como presidente ejecutivo.
Fue el maestro José Doger Corte el primer presidente del club, el segundo presidente lo fue Enrique Doger Guerrero y actualmente su tercer presidente es el doctor Enrique Agüera Ibáñez. Es importante mencionar que Lobos de la BUAP en la segunda división, tenía el claro objetivo de ser un equipo netamente universitario, de ahí que desde su inicio se contrató al técnico exjugador también del Puebla FC, Gustavo Moscoso Hueco, quien era catedrático de la Escuela Nacional de directores técnicos de la Femexfut Campus Puebla. Ese equipo jugó sus primeros partidos en el vetusto estadio Ignacio Zaragoza y fue el primer club de 2.ª división que transmitió sus partidos por señal abierta en México, de los cuales se transmitieron 12 encuentros en su primer torneo por Canal 3 de Televisa Puebla. La Femexfut extendió una carta de felicitación a la directiva poblana de Lobos por su innovador esquema de acuerdo para transmitir sus juegos y copió el formato, para que éste se duplicara en otras plazas. El 16 de agosto de 1996 en Cuautitlán enfrentando a Necaxa B, Lobos debuta y pierde 2-0, la siguiente semana en el estadio Ignacio Zaragoza Lobos BUAP vence 3-2 a los estudiantes de Querétaro. En ese partido presentan a la mascota “El Lobo Poncho”. El 24 de febrero consiguen su segundo título amistoso pero ahora internacional al ser campeones de la copa sudamericana Calamunchita en Argentina venciendo 1-0 al club Renato Cesariana. El equipo de Lobos de la BUAP de la segunda división desaparece a los 3 años, debido a sus resultados y a que la Universidad Autónoma de Puebla en ese entonces no podía sufragar sus gastos debido a que sus prioridades de presupuesto eran otras, de igual manera los empresarios constructores declinaron su continuidad por considerar difícil sostener ellos solos al equipo, lo que dio paso a que la BUAP se quedara sin fútbol por casi 2 meses. Con el cambio de rector y al paso de la nueva gestión se generan las relaciones necesarias y es por conducto del empresario Alberto Ventosa Corlan que se logra traer al equipo filial del Club Necaxa que militaba en la segunda división; el acuerdo es utilizar el nombre de Lobos de la BUAP y que la Universidad Autónoma de Puebla y el H. Ayuntamiento de Puebla bajo el mando de Mario Marín, sufragaran el grueso de los gastos de administración y operación. El señor Leopoldo García ex director de Televisa Puebla es nombrado presidente ejecutivo del equipo.

### En la Primera División 'A' de México
El 7 de agosto de 1999 debuta, bajo el nombre Lobos UAP, en la división de plata enfrentando al Colima empatando a un gol, obra de Rolando Esquer. El debut en casa fue el 15 de agosto de 1999 empatando a 2 goles en el Estadio Cuauhtémoc siendo los goleadores Juan Manuel Zancona y Gerardo Espinoza. 
El lobo es una figura heráldica del escudo de armas de la familia de Don Melchor de Covarrubias (comerciante de grana cochinilla en Oaxaca), quien aportó dinero a la Compañía de Jesús (Orden Jesuita) para fundar el "Colegio del Espíritu Santo", el cual derivaría con el transcurrir de los años en "Colegio del Estado" y luego en la institución que hoy lleva el nombre de Benemérita Universidad Autónoma de Puebla (BUAP), la cual es la universidad pública más antigua y la más importante de la ciudad de Puebla de Zaragoza.
Cabe indicar que la BUAP no conserva como su escudo el emblema de la familia Covarrubias sino que actualmente se conforma de una representación de la diosa Minerva y un ave Fénix resurgiendo de sus cenizas. Sin embargo, el escudo de Don Melchor continúa siendo un referente y un símbolo de la universidad. Vale la pena mencionar que el equipo fundador de Lobos BUAP tiene una dura primera campaña en la Segunda División de México durante 1996, en la que no logra calificar a la liguilla. Sin embargo al siguiente año logra pelear la calificación contra otro equipo local, las Águilas de la Universidad Popular Autónoma del Estado de Puebla (UPAEP), la cual es una universidad privada muy conocida en el estado. Así, Lobos compitió en la Primera División 'A' de México bajo el mando del director técnico Arturo Avilés, el cual es relevado posteriormente por Alejandro "Gallo" García quien recibe un buen grupo de jugadores. Durante el torneo en el que se da este cambio Leopoldo Castañeda, Walter Fileta, Carlos Muñoz y Emmanuel Sacramento logran con 15 anotaciones el campeonato de goleo (este es un récord pues nunca en la división de plata 2 jugadores de un mismo club han sido campeones de goleo en el mismo torneo). Pero a pesar de este buen resultado individual, el equipo no logra calificar una vez más. En el siguiente torneo el equipo es reforzado con Luis Gabriel Rey, quien jugaría posteriormente como titular en la Primera División de México con el Atlante FC. A pesar de los refuerzos se tiene una mala campaña que ve un relevo más en la dirección técnica, esta vez con "El Profe" José Guadalupe Cruz. El equipo no logra levantar y finalmente es trasladado por el Grupo Pegaso a Oaxaca. El último partido que jugaron fue contra el San Luis FC y perdieron 3-0 el 5 de mayo de 2001 y así pasa un año desaparecido el club.

### Década de 2000
Esta etapa inicia en 2002, durante la rectoría de Enrique Doger Guerrero. El objetivo fue dar forma a los Lobos de la BUAP, buscando que la BUAP tenga un equipo en Primera División de México, además de fomentar el deporte dentro de la institución y dentro del estado.
El equipo comienza jugando en la Segunda División de México bajo el mando de Evanivaldo Castro Silva "Cabinho", quien fuese goleador de la máxima categoría del fútbol durante los 70's, jugando al lado de Hugo Sánchez en los Pumas de la Universidad Nacional Autónoma de México. Debutan en Chiapas contra los Jaguares B y ganan 3-0, los goles lobeznos fueron obra de Jesús Aguilar, Tomás Silva Y Bulmaro Méndez.Esa temporada Lobos no logra la calificación y es entonces cuando la promotora universitaria Comandada por Jorge Ruiz Romero, se hace cargo del club contratando a Víctor Valdelamar Marine como director técnico para el Clausura 2003, donde Lobos realiza una buena campaña, logra calificar a la liguilla y es eliminado en octavos de final por los Delfines de Coatzacoalcos.
En esta etapa en la Segunda División de México los Lobos jugaron en una nueva casa: la preparatoria Benito Juárez García, en donde se hicieron de una buena y cuantiosa afición conformada por estudiantes de la preparatoria, de la universidad, y trabajadores y gente del barrio de San Baltasar Campeche (en donde se localiza dicha escuela). La cancha de la preparatoria Benito Juárez vio la mejor época del equipo en la que ganó casi todos los partidos como local.
Además, comenzaron las transmisiones televisivas de los partidos del equipo; Lo que significó que por segunda ocasión un equipo de Segunda División de México lograra que sus juegos fueran transmitidos por televisión, solo que en esta ocasión era televisión por cable en la ciudad de Puebla a través del sistema de televisión de paga Megacable.
Para el Apertura 2003, Lobos logró un buen registro de victorias como local y de resultados favorables de visita que ubicaron al club en el liderato de la Zona Sur, calificando a la liguilla, donde eliminarían a Inter Playa de Ciudad del Carmen y a Jaguares de Villa Flores, para afrontar la semifinal en el mundialista Estadio Cuauhtémoc en contra del Club Deportivo Autlán a quien también dejaron en el camino para enfrentarse al Cuautitlán en la final. La final de ida jugada en el estadio de Los Pinos contra Cuautitlán fue 1-1 con gol anotado por Johan Moya, la vuelta en el Estadio Cuauhtémoc y consiguiendo un récord que lobos BUAP batió unos meses después con 47 mil espectadores para un partido de segunda división. En su casa vencieron 2-1 con goles de José de Jesús Lara y de Miguel Ángel "El Huachigol" López. Así mismo el equipo ha tenido jugadores destacados tales como Charly García, un jugador de posición delantera quien ha logrado batir diversos récords, considerado como el mejor y más completo jugador de futbol en la historia de este club.

### Era Orduña
En el Clausura 2012 queda en quinto lugar de la tabla general y pasa a cuartos de final, se enfrenta al equipo de Toros Neza; de local Lobos obtiene una ventaja mínima de un gol, quedando Lobos BUAP 1 - 0 Toros Neza; en el partido de ida quedan empatados 0-0 y con un global de 1-0 pasa a semifinal. Se enfrenta al equipo de Club Necaxa, de local obtiene una amplia ventaja de 3 goles; Lobos BUAP 3-0 Club Necaxa; en el partido de ida Club Necaxa gana 1-0 pero el global no le alcanza a Club Necaxa (3-1). Así Lobos BUAP llega por primera vez a una Final. Se enfrenta a Club León, que estaba invicto; Lobos BUAP obtiene un resultado de 3-3 en su casa. En el partido de vuelta Club León arrasa con un resultado de 4-0.

#### Campeón Ascenso MX
Clausura 2017 Finaliza la temporada en el puesto número 6 clasificando así a la liguilla, En cuartos de final elimina a Alebrijes Oaxaca con un global de 2 - 1, En semifinales vence a Mineros Zacatecas Líder del Torneo con un contundente marcador global de 6 - 2, Es así como llega a la final para enfrenta a Bravos Juárez logrando una victoria global de 4 - 1 y con esto su primer título en el Ascenso MX.

### Ascenso a Primera
El 5 de octubre de 2016 se dio a conocer que Rafael Puente Jr. se convertía en nuevo estratega de Lobos, la inexperiencia de Puente, fue muy criticada a su llegada, había quienes aseguraban que llegó al equipo gracias a su padre (Rafael Puente, comentarista de ESPN y exfutbolista). Su debut en la fecha 13 del Torneo de Apertura 2016 añadió más críticas debido a que fue goleado 5:1 ante Venados, en el resto del Torneo, acumuló la marca de 1G-2E-1P, quedando así en la posición 15 del campeonato.
Al inicio del siguiente torneo venció como visitante 0:2 a un muy débil Murciélagos, a partir de ahí no volvió a ganar luego de que perdiera puntos ante equipos de media tabla hacia abajo y de gran nivel; dudaban de su continuidad, pues en la fecha 6, llegaba con 5 puntos en el lugar 14, pero eso no venció a Puente Jr. y consiguió un repunte sorpresivo llegando a la última fecha con la obligación de ganar ante la U de G para meterse a la fiesta grande, y con goles de Diego Jiménez, quien se convirtió en campeón goleador con 9 goles, vencieron a los Leones Negros 3:1 y sorprendiendo a propios y extraños Lobos se metió a la liguilla en la 6ª posición.
Enfrentó a Oaxaca en los cuartos de final con gol de Escoto en el partido de ida, y con el empate en el partido de vuelta, los licántropos se metieron a las semifinales donde enfrentaban al líder y poderoso Mineros de Zacatecas, a los que vencieron 2:0 en el partido de ida, y en el de vuelta iniciaron perdiendo 1:0 pero al descanso remontaron 1:3, al final ganó la Benemérita 2:4 y con global de 2:6 avanzaban a la final del torneo. Enfrentaron a los Bravos de Juárez, donde en el partido de ida remontaron 2:1 con gol de Carrijo al 15' por los fronterizos, mientras que en la Segunda Mitad Omar Tejeda y Diego Jiménez le daban el triunfo momentáneo a la BUAP, en el partido de vuelta Lobos apagó a la frontera y con el mismo marcador y global de 2:4, Lobos ganaba el Torneo Clausura 2017 que le daba el pase a disputar la Final por el Ascenso ante los Dorados.
En el partido de ida y ante un nerviosismo presente en la tribuna debido a un posible sobrecupo, y un polémico arbitraje debido a la expulsión de Amaury Escoto (cuya expulsión fue apelada y jugó la vuelta) quien anotó el único gol del partido al 25', Lobos ganó 1:0 la ida. Y en un emocionante partido de vuelta en el Estadio Banorte, pues Moisés Velasco anotó un gol olímpico para dar el empate global al minuto de juego, al 28' Gabriel Hachen le daba el ascenso momentáneo al Gran Pez, pero fieles a su costumbre los Lobos en 10 minutos empataron el juego al 36' en un remate de Diego Jiménez y al 41' Amaury Escoto le dio con su gol el primer ascenso al equipo de la Benemérita de Puebla.

### Primera División
El Apertura 2017 fue el primer torneo del club en Primera División. Bajo el mando de Rafael Puente Jr. el equipo concluyó en décima posición general con 23 puntos producto de siete victorias, dos empates y ocho derrotas, incluso fue líder general en la jornada 3, con estos números el club se aseguró ser la sorpresa de ese torneo, pese a no calificar a liguilla.
Sin embargo, en el Clausura 2018, Lobos no pudo continuar con la dinámica mostrada en el torneo anterior, el equipo acabó el torneo en la última posición general con 9 puntos. En la jornada 14, Rafael Puente fue despedido, siendo Daniel Alcántar el sustituto, sin embargo, este cambio no evitó el descenso deportivo del equipo. Posteriormente el equipo pudo continuar en el máximo circuito tras pagar 120 millones de pesos de multa, pues el campeón del Ascenso MX, Cafetaleros de Tapachula, no fue certificado para promocionar de categoría.
Para el Apertura 2018, el equipo empezó a ser administrado por un patronato bajo la presidencia de Mario Mendivil. En lo deportivo se contrató a Francisco Palencia como nuevo director técnico. Lobos acabó el torneo en el lugar 13 de la tabla con 19 puntos. En el Clausura 2019, el equipo concluyó con 20 puntos. En ninguno de los dos torneos, el equipo tuvo problemas respecto al descenso.

### Venta de la Franquicia
Al finalizar el Clausura 2019, la continuidad del equipo comenzó a cuestionarse, pues surgieron ofertas para trasladar la franquicia de Lobos BUAP a ciudades como Mazatlán e Irapuato, sin embargo, estas ofertas fueron rechazadas. En junio de 2019 se conoció que el equipo solamente contaba con siete jugadores propios para encarar la temporada 2019-2020, lo que provocó la renuncia del DT Francisco Palencia. Finalmente, el 11 de junio de 2019 se anunció la venta de la franquicia perteneciente a Lobos BUAP, la cual se convirtió en Bravos de Juárez.
El patronato administrativo de Lobos BUAP se hizo con la franquicia que anteriormente pertenecía a Juárez, sin embargo, esta fue congelada para ser reestructurada y sería reactivada hasta la aprobación de su viabilidad por parte de las autoridades del fútbol mexicano, por este hecho, la franquicia puede ser utilizada para cualquier proyecto deportivo interesado y no necesariamente para el regreso del cuadro poblano.
Tras la desaparición del equipo por la venta a FC Juárez, se creó un nuevo cuadro licántropo en la categoría semiprofesional conocida como Cuarta División, llamada oficialmente Sector Amateur del Fútbol Mexicano, la nueva escuadra lleva el nombre Centro de Formación Lobos BUAP.

### Proyecto en la Liga de Balompié Mexicano
Después de la desaparición del equipo en la Liga MX se buscó retomar al club, el 18 de junio de 2020, al pasar poco más de un año y días de su desaparición del club en el máximo circuito; el Honorable Consejo Universitario de la BUAP, aprobó el proyecto con 189 votos a favor, 2 en contra y 6 abstenciones para que la marca "Lobos BUAP" fuera puesta bajo comodato y de esta manera el empresario Guillermo Aguilar pudiera arrancar el proyecto de Lobos BUAP en la naciente Liga de Balompié Mexicano convirtiéndose en la decimosegunda franquicia fundadora de manera oficial el 27 de junio de 2020. Algunas de las condiciones para este acuerdo fueron que la máxima casa de estudios de Puebla no tendría injerencia económica en la operación del equipo y que cada año al menos tres jugadores "hechos en la BUAP" debutarían en el primer equipo, dejando la administración económica en manos de la nueva directiva.
Después de la aceptación del equipo en la LBM, se anunciaron algunos jugadores para el nuevo proyecto, algunos de ellos ya habían jugado en el club e incluso estuvieron involucrados en su ascenso a la Liga MX. Sin embargo, en agosto comenzaron a surgir problemas entre la universidad y la directiva del nuevo equipo debido a la falta de documentos que pudieran sostener el acuerdo entre ambas partes, finalmente, el 5 de agosto se anunció la cancelación del proyecto para devolver a los Lobos al fútbol profesional, sin embargo, la franquicia otorgada al proyecto se trasladó a la ciudad de Zacatepec, Morelos bajo el nombre Lobos Zacatepec.
Cabe resaltar que el litigio por la franquicia que fue llevada a Ciudad Juárez sigue en proceso.

## Estadio

Estadio Olímpico de la BUAP.

El Estadio Olímpico de la BUAP que alberga a 20,411 aficionados, cuenta con pista de tartán, pantalla y una pequeña casa club. Inaugurado el día 13 de enero de 2012 por el Rector Enrique Agüera Ibáñez y el gobernador del Estado de Puebla: Rafael Moreno Valle Rosas. Desde el Torneo Clausura 2012 es la casa de los Lobos BUAP.
Dicho estadio ganó el primer lugar nacional y tercer lugar internacional en el premio obras Cemex 2012 en la categoría de educación y cultura del ramo institucional-industrial

## Uniforme

### Uniformes Actuales
- Uniforme local: Camiseta blanca con detalles rojos y negros, pantalón y medias blancas.
- Uniforme visitante: Camiseta roja con detalles negros y blancos, pantalón y medias negras.
- Uniforme alternativo: Camiseta rosa con detalles blancos, pantalón y medias blancas.

| Primer Uniforme | Segundo Uniforme | Tercer Uniforme |

### Uniformes Anteriores
| Uniformes Anteriores | Uniformes Anteriores | Uniformes Anteriores | Uniformes Anteriores | Uniformes Anteriores | Uniformes Anteriores | Uniformes Anteriores | Uniformes Anteriores | Uniformes Anteriores | Uniformes Anteriores | Uniformes Anteriores | Uniformes Anteriores |
| -------------------- | -------------------- | -------------------- | -------------------- | -------------------- | -------------------- | -------------------- | -------------------- | -------------------- | -------------------- | -------------------- | -------------------- |
| 2017-2018            |                      |                      |                      |                      |                      |                      |                      |                      |                      |                      |                      |
| Primer Uniforme      | Segundo Uniforme     | Tercer Uniforme      |                      |                      |                      |                      |                      |                      |                      |                      |                      |
| 2016-2017            |                      |                      |                      |                      |                      |                      |                      |                      |                      |                      |                      |
| Primer Uniforme      | Segundo Uniforme     | Tercer Uniforme      |                      |                      |                      |                      |                      |                      |                      |                      |                      |
| 2015-2016            |                      |                      |                      |                      |                      |                      |                      |                      |                      |                      |                      |
| Primer Uniforme      | Segundo Uniforme     | Tercer Uniforme      |                      |                      |                      |                      |                      |                      |                      |                      |                      |

## Himno Lobos de la BUAP
El himno oficial de los Lobos de la Benemérita Universidad Autónoma de Puebla (BUAP) fue concebido en respuesta a la ausencia de un himno para el equipo durante su participación en la Primera División "A". En el año aproximado de 2002, un empleado de la institución, en colaboración con un amigo, se embarcaron en la tarea de componer un himno que pudiera representar adecuadamente al equipo. Posteriormente, presentaron la creación a los responsables del equipo en ese momento.
La iniciativa resultó exitosa, y a partir de ese momento, los Lobos de la BUAP tuvieron a su disposición un himno oficial. Este himno no solo se consolidó en la identidad del equipo, sino que también llegó a ser interpretado durante los encuentros de la Primera División Profesional, incluso en su estadio ubicado en Ciudad Universitaria.
Los artífices detrás de la composición del Himno de los Lobos de la BUAP son Miguel Ángel Vega Carmona y Gerardo Ravelo Peñafiel. Su contribución no solo ha dejado un legado sonoro para el equipo, sino que también ha fortalecido el sentido de pertenencia y orgullo asociado a la comunidad de los Lobos de la BUAP.

## Palmarés

### Torneos Oficiales
| Competición nacional            | Títulos        | Subcampeonatos |
| ------------------------------- | -------------- | -------------- |
| Liga de Ascenso de México (1/1) | Clausura 2017. | Clausura 2012. |
| Campeón de Ascenso (1)          | 2016-17.       |                |
| Segunda División de México (1)  | Apertura 2003. |                |

### Torneos amistosos
- Copa Ciudad Hermanas 1969.
- Copa Merco Sur Calamuchita 1997.
- Trofeo Conmemorativo por el 50 aniversario del Estadio Cuauhtémoc: 2018.